# Христо Стоев
Христо Петков Стоев е български философ, доцент, преподавател в СУ „Св. Климент Охридски“.

## Биография
Христо Стоев е роден на 24 юли 1973 г. в град Бургас. В периода от 2004 до 2016 г. работи първоначално като асистент, а впоследствие като доцент в Хуманитарния департамент на МГУ „Св. Иван Рилски“. От 2016 е доцент в катедра „Философия“ на СУ „Св. Климент Охридски“. Специализирал е в Хайделбергския университет в Германия.

### Научна дейност
Професионалните интереси на Христо Стоев са в областта на трансценденталната философия, феноменологията и философската антропология. Автор е на тематичен речник на основните понятия от „Критика на чистия разум“ на Имануел Кант. Член е на „Институт за българска философска култура“ (ИБФК). Участва в редакционните колегии на списание „Български философски преглед“ и електронното списание за философия и култура „Philosophia“.
Умира внезапно на 6 юни 2022 г.

## Избрана библиография
- Стоев Х. (2005). Кант и проблемът за вътрешното сетиво. София: Изток-Запад.
- Стоев Х. (2010). Понятията в Критика на чистия разум. Систематичен преглед. София: Изток-Запад.
- Стоев Х. (2015). Евдемонии. София: Ерго.
- Стоев Х. (2017). Откъм невъзможността на една трансцендентална антропология. София: Издателство на СУ „Св. Климент Охридски“.